# Christine (Dakota Północna)
Christine – miasto w Stanach Zjednoczonych, w stanie Dakota Północna, w hrabstwie Richland.